# 奥尔蒂波里奥
奥尔蒂波里奥（法語：Ortiporio，法語發音：[ɔʁtipɔʁjo]）是法国上科西嘉省的一个市镇，属于科尔泰区。

## 地理
奥尔蒂波里奥（42°27'26"N, 9°20'36"E）面积5.06 平方千米，位于法国上科西嘉省，该省份位于科西嘉北部，后者为地中海西部的一座岛屿，也是法国的一个单一领土集体，位于法国大陆部分的东南面，意大利半島的西面，最临近的地块是撒丁岛。
与奥尔蒂波里奥接壤的市镇（或旧市镇、城区）包括：比辛基、卡斯泰洛-迪罗斯蒂诺、莫罗萨利亚。

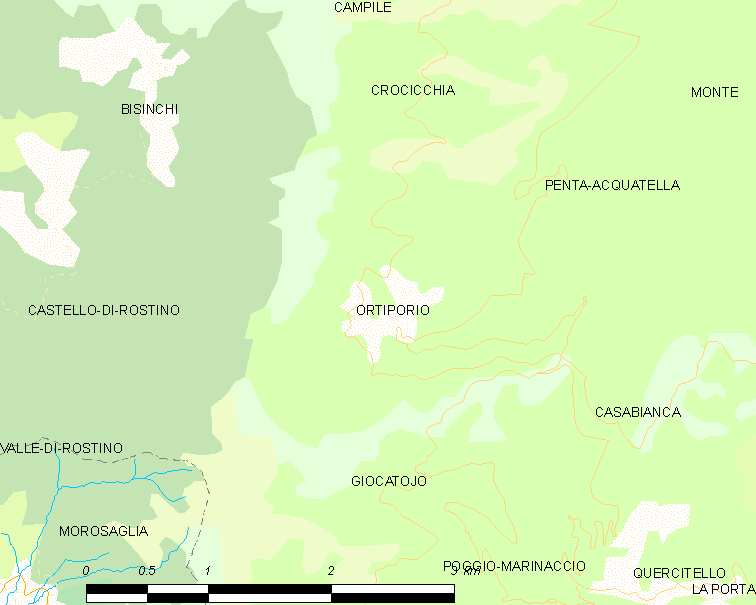
奥尔蒂波里奥的OSM定位图

奥尔蒂波里奥的时区为UTC+01:00、UTC+02:00（夏令时）。

## 行政
奥尔蒂波里奥的邮政编码为20290，INSEE市镇编码为2B195。

## 政治
奥尔蒂波里奥所属的省级选区为戈洛-莫罗萨利亚县。

## 人口

1962-2008年间奥尔蒂波里奥人口变化图示

奥尔蒂波里奥于2022年1月1日时的人口数量为130人。